# تیمور ذوالفقاروف
تیمور ذوالفقاروف (به تاجیکی: Темур Зулфиқоров) (زادهٔ ۱۷ اوت ۱۹۳۶ در دوشنبه) یک شاعر، رمان‌نویس و نمایش‌نامه‌نویس تاجیک‌تبار اهل روسیه است.
پدر او تاجیک و زمانی از مقامات بخارا بود. مادر او روس و پروفسور زبان‌شناسی بود. ذوالفقارف نخست به دانشکده واژه‌شناسی دانشگاه دولتی سن‌پترزبورگ (لنینگراد) راه یافت و سپس به دانشکده ادبیات گورکی رفته و در سال ۱۹۶۱ از این دانشکده دانش‌آموخته شد. وی در مسکو زندگی و فعالیت می‌کند.
در سال ۲۰۰۹ آثار تیمور ذوالفقارف در سال ۲۰۰۹ توسط انتشارات «خودوژستونیا لیتراتورا» مسکو در هفت جلد منتشر شد.
در سال ۲۰۱۰ اثر ادبی او به نام «ایستاده و گریان در میان آب‌های روان» از سوی این انتشاراتی برای دریافت جایزه نوبل در بخش ادبیات نامزد شد.